# Морская звезда (фильм)
«Морская звезда» (фр. L'Étoile de mer ) — французский художественный фильм 1928,  режиссёра Мана Рэя, основанный на сценарии Роберта Десноса.

## Сюжет
Мужчина и женщина направляются к камере. Затем они поднимаются в спальню, где женщина раздевается и ложится на кровать. Мужчина уходит.
Фильм рассказывает о страхах мужчины по отношению к женщине, чьею красотой он привлечён.

## Производство
В фильме применялись съемки через искажённое стекло.
Образ морской звезды был использован Ман Рэем и в других фильмах.

## В ролях
- Кики с Монпарнаса
- Андре де ла Ривьер
- Робер Деснос